# Plutodes
Plutodes är ett släkte av fjärilar. Plutodes ingår i familjen mätare.

## Bildgalleri

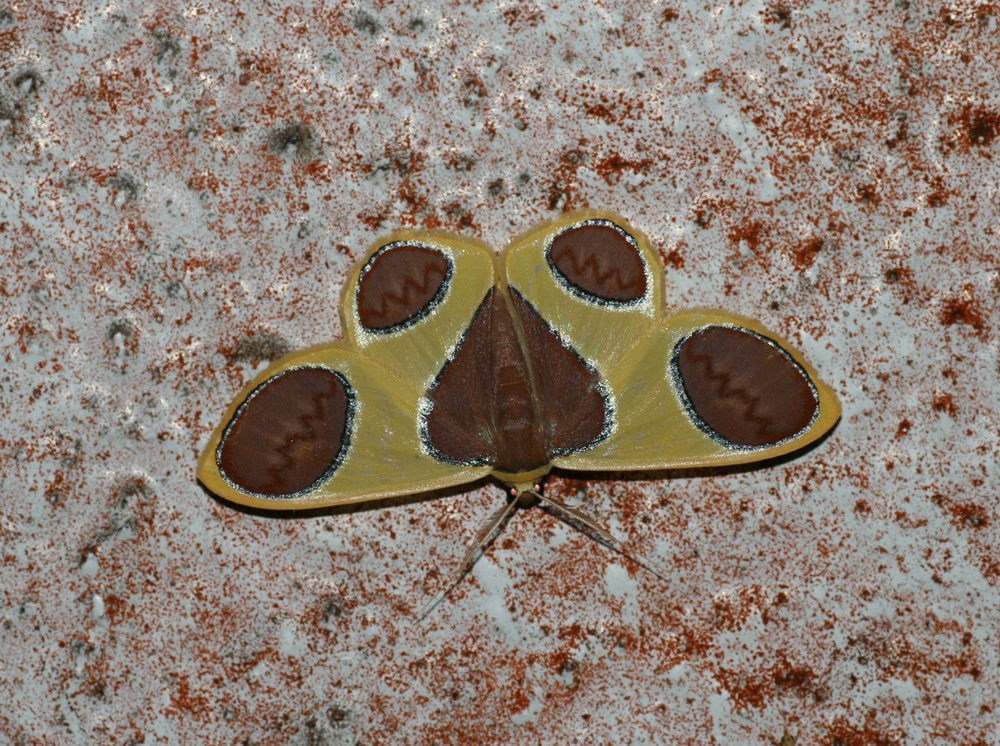
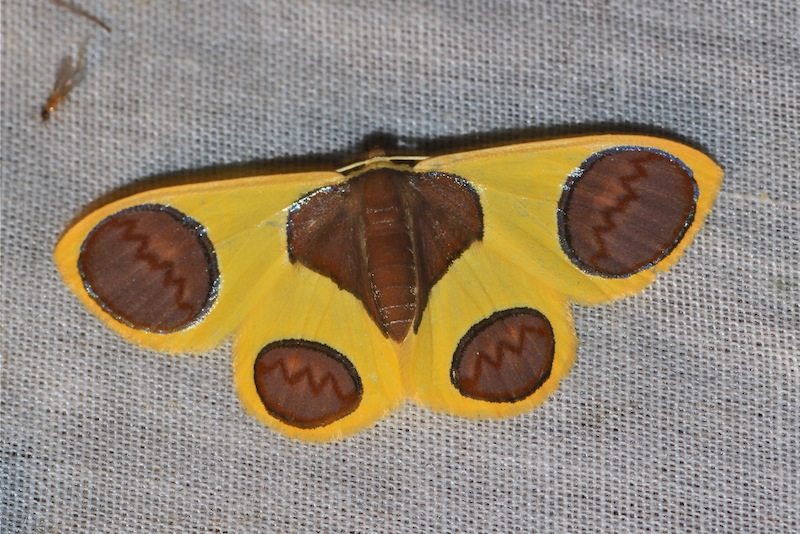
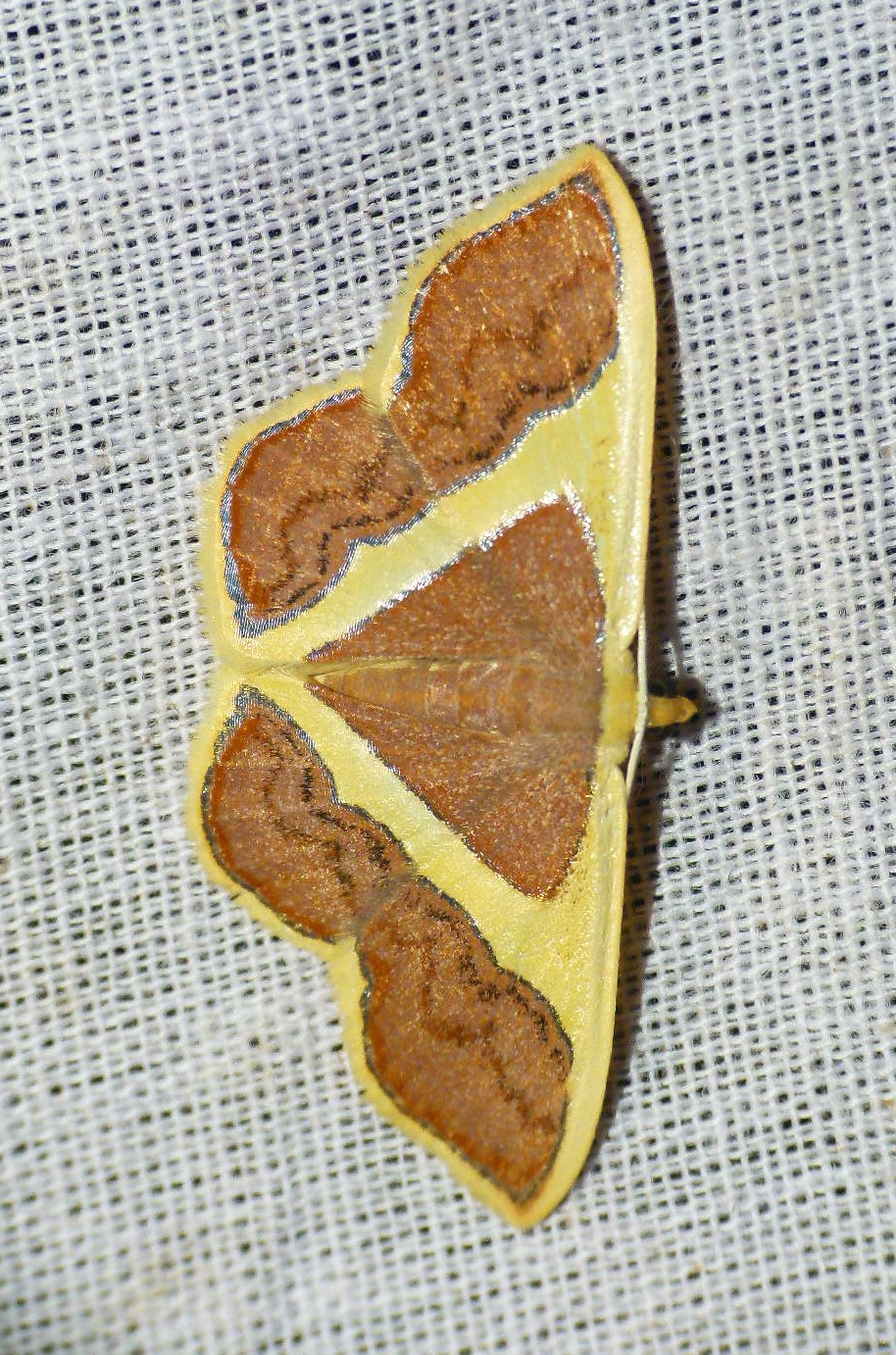

## Dottertaxa tillPlutodes, i alfabetisk ordning[1]
- Plutodes argentilauta
- Plutodes chlidana
- Plutodes chrysostigma
- Plutodes concinna
- Plutodes connexa
- Plutodes costatus
- Plutodes cyclaria
- Plutodes discigera
- Plutodes drepanephora
- Plutodes epiphora
- Plutodes exiguifascia
- Plutodes exiguinota
- Plutodes exquisita
- Plutodes flavescens
- Plutodes gavisata
- Plutodes hilaropa
- Plutodes iridaria
- Plutodes joiceyi
- Plutodes korintjiensis
- Plutodes lamisca
- Plutodes malaysiana
- Plutodes moultoni
- Plutodes nilgirica
- Plutodes pallidior
- Plutodes philornia
- Plutodes polygnampta
- Plutodes pulcherrima
- Plutodes separata
- Plutodes signifera
- Plutodes subcaudata
- Plutodes transmutata
- Plutodes triangularis
- Plutodes unindentata
- Plutodes wandamannensis
- Plutodes warreni